# Aeroportul Hultsfred
Aeroportul Hultsfred (IATA: HLF, ICAO: ESSF) este un aeroport din Comuna Hultsfred, Kalmar län, Suedia ce deservește zona Hultsfred. Aeroportul a fost tranzitat în iunie 2008 de 52 de pasageri.
Situat la o altitudine de 112 m, aeroportul dispune de 1 pistă.

## Infrastructură

### Piste
Aeroportul dispune de o singură pistă. Pista 12/30 are suprafața de beton și dimensiunile 1.945 m × 40 m. 